# Ружинский, Роман
Князь Роман Кириллович Ружинский (1575 — 4 апреля 1610) — военачальник Речи Посполитой, главный полководец («гетман») Тушинского лагеря, сын князя и казацкого атамана Кирилла (Кирика) Ружинского.

## Биография
Из княжеского рода Ружинских. С детства Роман был православным, но после 1605 года перешёл в римско-католическую веру.
С 1600 года воевал под началом гетмана польного коронного Станислава Жолкевского. Во время рокоша Николая Зебжидовского (1606—1609) князь Роман Ружинский сражался на стороне короля Сигизмунда III Вазы. В 1607 году участвовал в разгроме рокошан в битве под Гузовом. Затем с небольшим отрядом гусар покинул войско короля. Заняв у краковского воеводы Николая Зебжидовского деньги (около 60 тысяч злотых под залог своих земель), собрал войско для похода на Русское царство.
Прибыл в лагерь Лжедмитрию II в Орле, где в апреле 1608 года произвёл переворот, сместив с поста главнокомандующего Николая Меховецкого, и стал гетманом войск самозванца.
В качестве гетмана (главнокомандующего войсками самозванца, вел переговоры с московским царем Василием Ивановичем Шуйским. 10-11 мая 1608 года в битве под Болховом, командуя 13-тысячным войском, разгромил превосходящие силы русской армии под командованием боярина князя Дмитрия Ивановича Шуйского. 25 июня 1608 года разбил новое русское войско под командованием князя Василия Фёдоровича Литвинова-Мосальского в бою на Ходынке, взял в плен князя  и захватил большой обоз, хотя русские отряды сумели переломить ход битвы и преследовали его хоругви до самого Тушинского лагеря. В июле Ружинский со своими отрядами разбил царские полки, стоявшие на Тверской дороге под столицей.
Способствовал женитьбе Лжедмитрия II с Мариной Мнишек. 25 июня 1609 года безуспешно пытался одержать очередную победу на Ходынке. После распада Тушинского лагеря Роман Ружинский с польскими частями решил присоединиться к армии короля Сигизмунда III. При отступлении его отряд повторно взбунтовался и он получил травмы, от которых открылись недавние ранения, в результате чего Роман Ружинский скончался 4 апреля 1610 года в Иосифо-Волоколамском монастыре, был похоронен в киевском костёле доминиканцев.
Его вдова Софья Карабчевская вторично вышла замуж за каштеляна виленского Иеронима (Яроша) Ходкевича (1560—1617).